# Fast Car
Fast Car ("Carro Veloz", em português) é uma canção ganhadora do Grammy de 1988, escrita e interpretada pela compositora estadunidense Tracy Chapman.

## Significado da letra
A música é uma narração complexa sobre a geração da pobreza. A narradora da canção conta a história de sua vida difícil, que começou com o divórcio dos genitores, passando pelo alcoolismo do pai, e a sua saída da escola para cuidar dele. Em certo momento, ela decide abandonar a sua cidade natal com o namorado na esperança de conseguir uma vida melhor para eles mesmos. A despeito de conseguir emprego num armazém, ela cai vítima do ciclo da pobreza, e a sua vida começa a espelhar a da sua mãe; seu namorado permanece desempregado e se torna um beberrão que passa mais tempo com os amigos no bar do que em casa com ela e os filhos. Por fim, depois de conseguir um emprego melhor para cobrir as despesas de uma família crescente, ela percebe que embora ela tenha desejado uma vida melhor, ela terá que tomar uma atitude quanto à situação em que se encontra, e diz ao namorado: "Pegue seu carro veloz e dirija". A última vez que se ouve o refrão este altera de "Temos que tomar uma decisão, deixar tudo esta noite ou viver e morrer deste jeito" para "Você tem que tomar uma decisão, deixar tudo esta noite ou viver e morrer deste jeito".

## Paradas
A canção ficou no 167º lugar na lista das 500 melhores canções de todos os tempos da Rolling Stone. É a única canção de Chapman na lista (e a única composta e cantada por uma cantora). Em Abril de 2011 chegou a quarta posição das paradas britâncias depois que Michael Collins fez uma versão cover em Britain's Got Talent.
| País                  | Melhor posição |
| --------------------- | -------------- |
| Irish Singles Chart   | 1              |
| Dutch Top 40          | 1              |
| Swedish Singles Chart | 9              |
| United Kingdom        | 6              |
| United States         | 5              |

## Versão de Jonas Blue
Em dezembro de 2015, uma versão tropical house de "Fast Car" foi lançada pelo produtor britânico Jonas Blue. Esta é a estréia de Jonas Blue e Dakota e apresenta vocais de Jimmy Joker. A versão de Jonas Blue atingiu a posição de número dois no UK Singles Chart, atrás de Zayn Malik com seu sucesso "Pillowtalk". Sua posição de número 2 na parada britânica significa que esta alcançou um maior sucesso do que a canção original de Chapman, que atingiu a posição de número cinco na mesma parada em maio de 1988 e uma posição mais elevada em cima de um relançamento da música original em abril de 2011.
Fora do Reino Unido, a versão de Jonas Blue alcançou a posição número um na Austrália e na Hungria, ao mesmo tempo, com um pico dentro do top 10 nos seguintes países: Alemanha, Irlanda, Itália, Países Baixos, Nova Zelândia e Suécia. Nos EUA, a versão de Jonas Blue chegou à classificação número um na parada "Dance Club Songs".

### Desempenho nas paradas
| Parada (2015–16)                                  | Melhor posição |
| ------------------------------------------------- | -------------- |
| Austrália (ARIA)                                  | 1              |
| Áustria (Ö3 Austria Top 75)                       | 3              |
| Bélgica (Ultratop 50 de Flandres)                 | 3              |
| Bélgica (Ultratop 50 da Valônia)                  | 7              |
| Canadá (Canadian Hot 100)                         | 27             |
| ERRO: DEVE FORNECER ano PARA PARADA checa         | 15             |
| ERRO: DEVE FORNECER ano PARA PARADA checa         | 4              |
| Dinamarca (Hitlisten)                             | 6              |
| Finlândia (Suomen virallinen lista)               | 10             |
| França (SNEP)                                     | 14             |
| O campo songid é OBRIGATÓRIO PARA PARADA ALEMÃ    | 2              |
| Hungria (Dance Top 40)                            | 10             |
| Hungria (Rádiós Top 40)                           | 1              |
| Hungria (Single Top 40)                           | 1              |
| Irlanda (IRMA)                                    | 2              |
| Itália (FIMI)                                     | 5              |
| Letônia (Latvijas Top 40)                         | 1              |
| Países Baixos (Dutch Top 40)                      | 3              |
| Países Baixos (Single Top 100)                    | 3              |
| Nova Zelândia (Recorded Music NZ)                 | 2              |
| Noruega (VG-lista)                                | 9              |
| Polónia (Polish Airplay Top 100)                  | 30             |
| Escócia (Scottish Singles Chart)                  | 1              |
| ERRO: DEVE FORNECER ano PARA TABELA eslovaca      | 7              |
| Espanha (PROMUSICAE)                              | 18             |
| Suécia (Sverigetopplistan)                        | 2              |
| Suíça (Schweizer Hitparade)                       | 4              |
| Reino Unido (UK Singles Chart)                    | 2              |
| Reino Unido (UK Dance Chart)                      | 1              |
| Estados Unidos (Billboard Hot 100)                | 98             |
| Estados Unidos (Billboard Dance/Electronic Songs) | 7              |
| Estados Unidos (Billboard Dance Club Songs)       | 1              |
| US Dance/Mix Show Airplay (Billboard)             | 17             |